# Doratura impudica
Doratura impudica är en insektsart som beskrevs av Géza Horváth 1897. Doratura impudica ingår i släktet Doratura och familjen dvärgstritar. Enligt den svenska rödlistan är arten otillräckligt studerad i Sverige. Arten förekommer i Götaland, Gotland och Öland. Artens livsmiljö är jordbrukslandskap. Inga underarter finns listade i Catalogue of Life.